# Ecnomus dutthangamani
Ecnomus dutthangamani är en nattsländeart som beskrevs av Schmid 1958. Ecnomus dutthangamani ingår i släktet Ecnomus och familjen trattnattsländor. Inga underarter finns listade i Catalogue of Life.